# Barbara Kopple
Barbara Kopple   (Nova York, 30 de juliol de 1946) és una cineasta estatunidenca, activa principalment en el món dels documentals. Va guanyar dos Premis Óscar, el primer en 1976 per Harlan County, USA i el segon el 1991 per American Dream.

## Carrera
A més de les esmentades i llorejades pel·lícules, Kopple també va dirigir Bearing Witness, un documental de 2005 sobre cinc dones periodistes atrapades en la zona de combat durant la guerra a l'Iraq. Ha treballat també en documentals de personalitats com Gregory Peck, Mike Tyson, Woody Allen i Mariel Hemingway. Va acompanyar en una gira a l'agrupació Dixie Chicks per a realitzar un documental sobre la cantant Natalie Maines. La pel·lícula, titulada Shut Up and Sing, va debutar en el Festival Internacional de Cinema de Toronto i va guanyar diversos premis en altres importants esdeveniments de cinema al voltant del món.
Kopple ha dirigit episodis de sèries de televisió com Homicide: Life on the Street i Oz, guanyant un premi del Sindicat de Directors per la primera.

## Filmografia
- 1972: Winter Soldier[4]
- 1976: Harlan County, USA
- 1981: Keeping On
- 1990: American Dream
- 1992: Beyond JFK: The Question of Conspiracy
- 1993: Fallen Champ: The Untold Story of Mike Tyson
- 1994: Century of Women: Sexuality and Social Justice
- 1994: Century of Women: Work and Family
- 1997: Homicide: Life on the Street
- 1997: Wild Man Blues
- 1998: Homicide: Life on the Street - Pit Bull Sessions
- 1999: A Conversation with Gregory Peck
- 1999: Homicide: Life on the Street - Self Defense
- 2000: My Generation
- 2002: American Standoff
- 2002: The Hamptons
- 2004: Bearing Witness
- 2004: Dance Cuba: Dreams of Flight
- 2004: WMD: Weapons of Mass Deception
- 2005: Havoc
- 2006: Shut Up & Sing
- 2010: 30 for 30: The House of Steinbrenner
- 2011: Gunfight
- 2013: Running From Crazy
- 2015: Miss Sharon Jones!
- 2016: Gigi Gorgeous: This is Everything
- 2017: A Murder in Mansfield
- 2018: New Homeland
- 2019: Desert One[5]

## Premis i distincions
Premis Oscar
| Any  | Categoria               | Pel·lícula         | Resultat  |
| ---- | ----------------------- | ------------------ | --------- |
| 1977 | Millor llarg documental | Harlan County, USA | Guanyador |
| 1991 | Millor llarg documental | American Dream     | Guanyador |